# Trương Lương (Khăn Vàng)
Trương Lương (chữ Hán: 張梁; ?-184) là một thủ lĩnh của cuộc khởi nghĩa Khăn Vàng vào cuối thời Đông Hán trong lịch sử Trung Quốc.

## Khởi binh
Ông là người huyện Cự Lộc, tỉnh Hà Bắc, em của thủ lĩnh Trương Giác. Ông còn một người anh em nữa tên là Trương Bảo. Về thứ tự của Trương Bảo và Trương Lương, các sách sử ghi khác nhau: Hậu Hán thư và Tư trị thông giám đều ghi Trương Bảo là anh hai, Trương Lương là em thứ ba; còn Cửu châu xuân thu và Hậu Hán kỷ lại ghi Trương Lương là anh hai, Trương Bảo là em thứ ba.
Trương Lương cùng Trương Giác và Trương Bảo dùng phương thức ma thuật hoặc thuật thôi miên, vẽ bùa niệm chú chữa bệnh cứu người, lấy được lòng tin của nhiều người trong thiên hạ.
Sau hơn 10 năm hoạt động, anh em ông nhân danh dùng Đạo giáo tập hợp được 36 vạn tín đồ. Trước tình hình nhà Hán ngày càng suy yếu và mất lòng tin của nhân dân cực khổ, anh em ông quyết định phát động quần chúng nổi dậy nhằm lật đổ chính quyền Đông Hán.
Tháng 2 âm lịch năm 184, do mưu đồ khởi binh bị lộ, anh em Trương Lương quyết định khởi binh sớm hơn dự kiến. Trương Giác tự xưng là Thiên công tướng quân, Trương Bảo tự xưng là Địa công tướng quân, Trương Lương tự xưng là Nhân công tướng quân. Trong quân may cờ màu vàng làm hiệu.
Quân Khăn Vàng đồng loạt nổi lên tấn công vào các thôn trang, gặp nha môn là đốt phá. Các đầu mục tại các địa phương chia nhau tấn công các nơi. Chỉ trong không đầy 10 ngày, người trong thiên hạ hưởng ứng rất nhiều, kinh đô Lạc Dương chấn động.
Hán Linh Đế theo đề nghị của Hà Tiến, phái 3 tướng là Bắc trung lang tướng Lư Thực, Tả trung lang tướng Hoàng Phủ Tung và Hữu trung lang tướng Chu Tuấn đi đánh dẹp.

## Thất bại
Do không được tổ chức tốt, dù có lực lượng đông nhưng quân Khăn Vàng mau chóng bị các tướng triều đình đánh bại sau những thắng lợi ban đầu. Cuối năm 184, sau khi anh Trương Giác qua đời vì bệnh, Trương Lương lên lĩnh cánh quân đóng tại Quảng Tông, chống lại Hoàng Phủ Tung.
Trương Lương muốn khai chiến nhưng Hoàng Phủ Tung giữ vững trận thế, không ra mặt đối địch. Chờ khi quân Khăn Vàng lơi lỏng, Hoàng Phủ Tung mới bất ngờ tập kích lúc rạng sáng khiến Trương Lương không kịp trở tay. Kết quả trận Quảng Tông, quân Khăn Vàng bị giết 7 vạn người, ngoài ra có hơn 5 vạn quân Khăn Vàng nhảy xuống sông chết đuối. Trương Lương cũng bị tử trận. Hơn 3 vạn xe quân nhu của quân Khăn Vàng bị quân Hán thiêu hủy.

## Trong Tam Quốc diễn nghĩa
Trương Lương được nhắc tới trong tiểu thuyết Tam Quốc diễn nghĩa từ hồi 1 đến hồi 2. So với hình ảnh Trương Giác lúc chuẩn bị khởi binh và Trương Bảo sau khi khởi binh, hình ảnh Trương Lương khá mờ nhạt.